# الجبول
الجبول (به عربی: الجبول) یک روستا در سوریه است که در استان حلب واقع شده‌است. الجبول ۱٬۷۸۳ نفر جمعیت دارد.